# Vertain
 Vertain ist eine französische Gemeinde mit 524 Einwohnern (Stand 1. Januar 2022) im Département Nord in der Region Hauts-de-France. Sie gehört zum Arrondissement Cambrai und zum Kanton Caudry.

## Geographie
Die Gemeinde Vertain liegt am Fluss Harpies im Süden der ehemaligen Grafschaft Hennegau, 255 Kilometer östlich von Cambrai. Nachbargemeinden von Vertain sind Saint-Martin-sur-Écaillon im Norden, Escarmain im Nordosten, Romeries im Südosten, Saint-Python und Solesmes im Südwesten und Haussy im Westen. 

## Geschichte und Bevölkerungsentwicklung
Im Jahr 749 soll der Ort in einer "Charta" des Hausmeiers Pippin des Jüngeren (frz.: Pépin le Bref) genannt worden sein. Eine sichere urkundliche Erwähnung findet sich in einer Lehensurkunde König Lothars II. von 858, nach der Vertain früher Besitz des Klosters Maroilles war. 871 heißt der Ort "Vertinium". Später kam er an die Herren von Bousies. 
| Jahr                       | 1962 | 1968 | 1975 | 1982 | 1990 | 1999 | 2006 | 2013 | 2021 |
| Einwohner                  | 603  | 587  | 493  | 520  | 525  | 515  | 479  | 525  | 513  |
| Quellen: Cassini und INSEE |      |      |      |      |      |      |      |      |      |

## Sehenswürdigkeiten

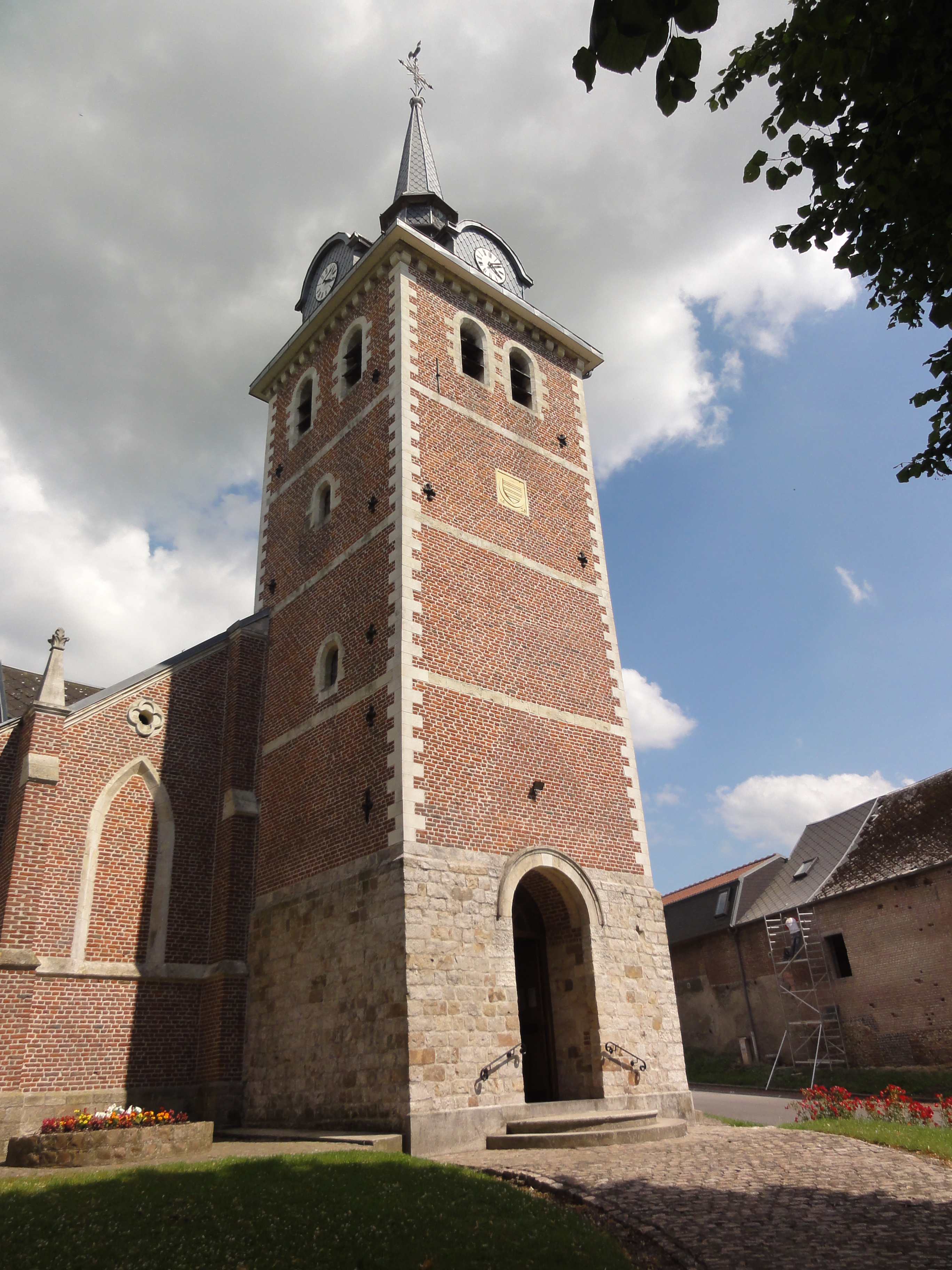
Kirche Saint-Pierre
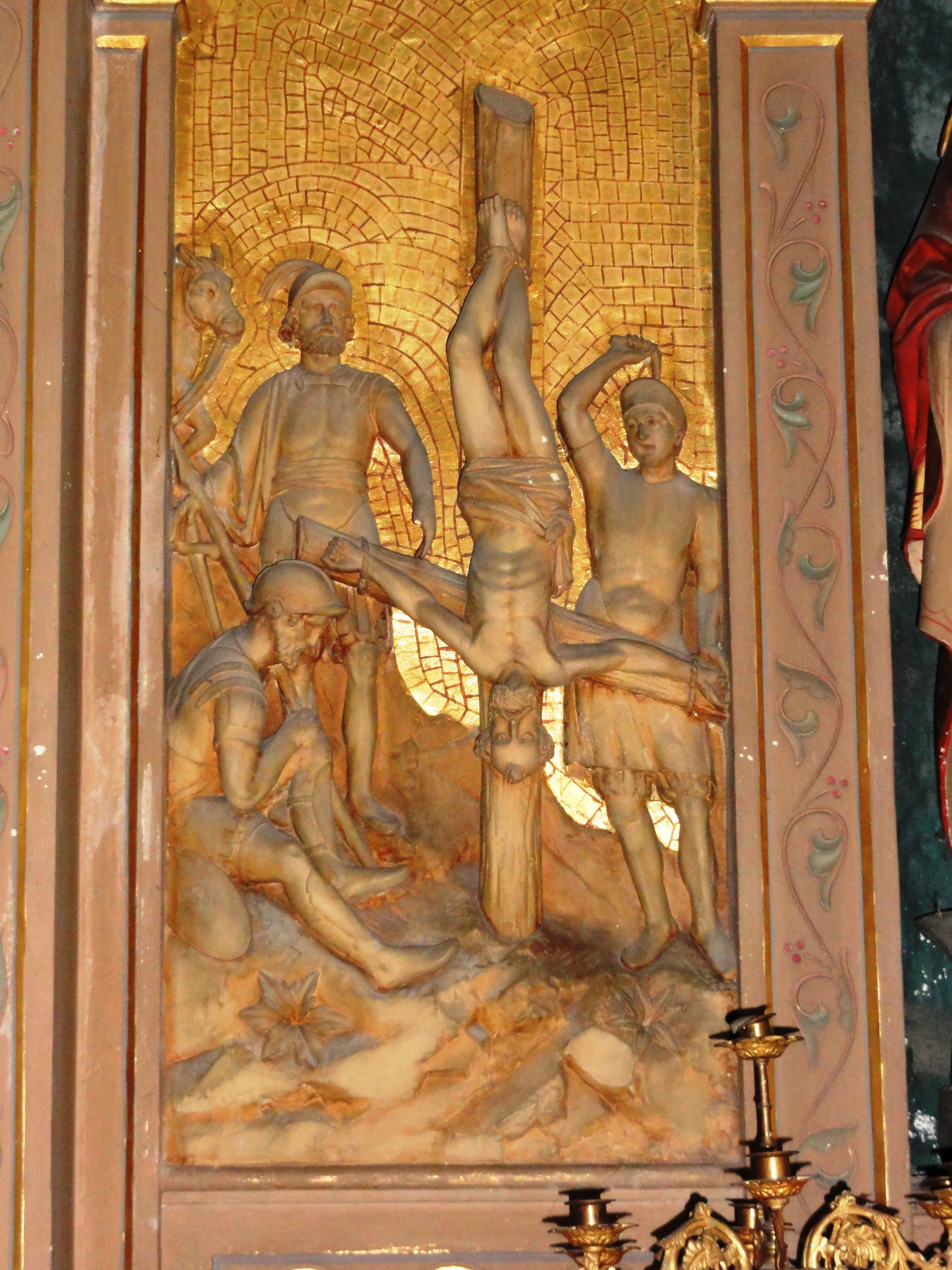
Altarretabel, Kreuzigung Petri

- Wasserturm
- Commonwealth-Soldatenfriedhof

- Kirche Saint-Pierre
- Altarretabel, Kreuzigung Petri

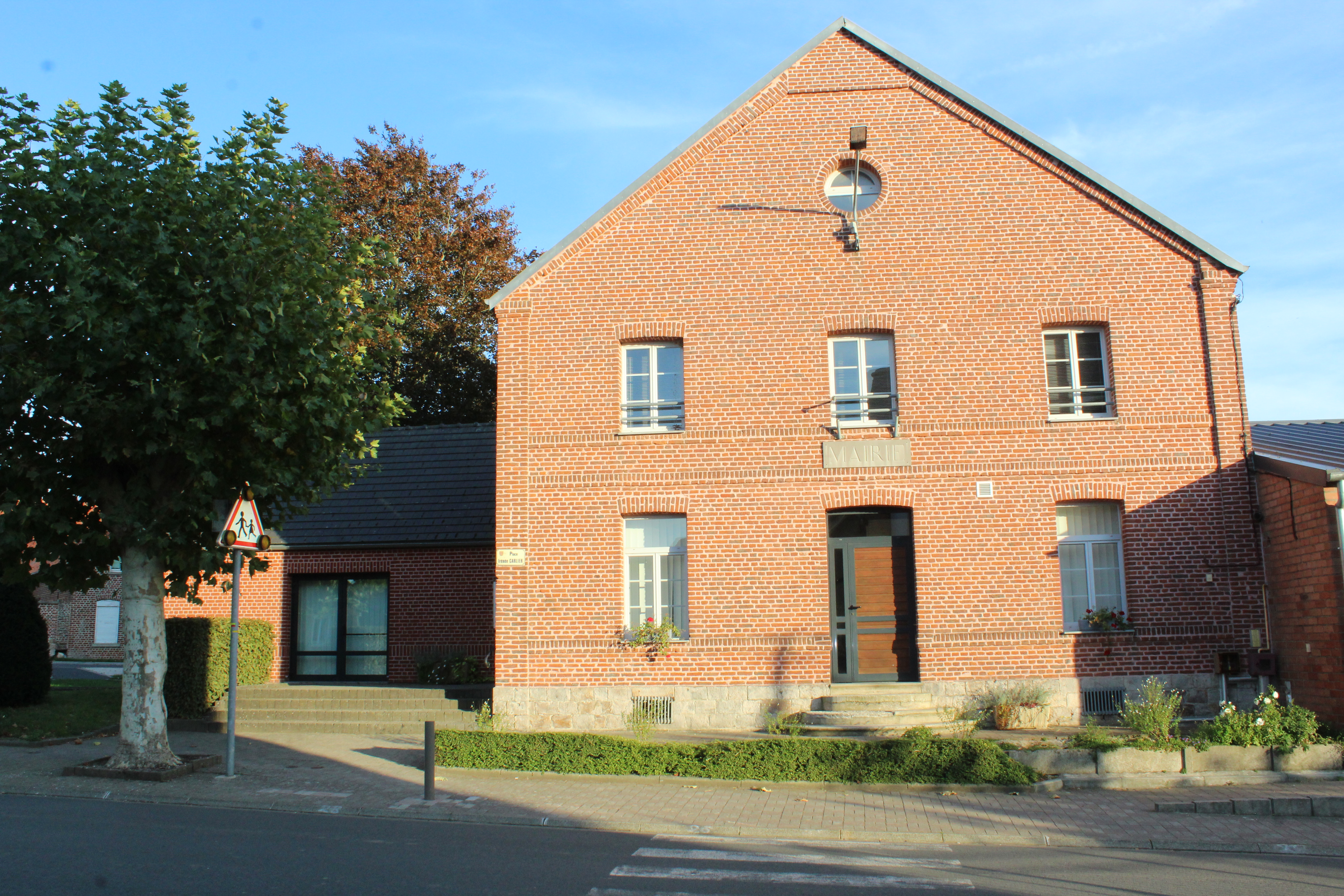
Rathaus (mairie)
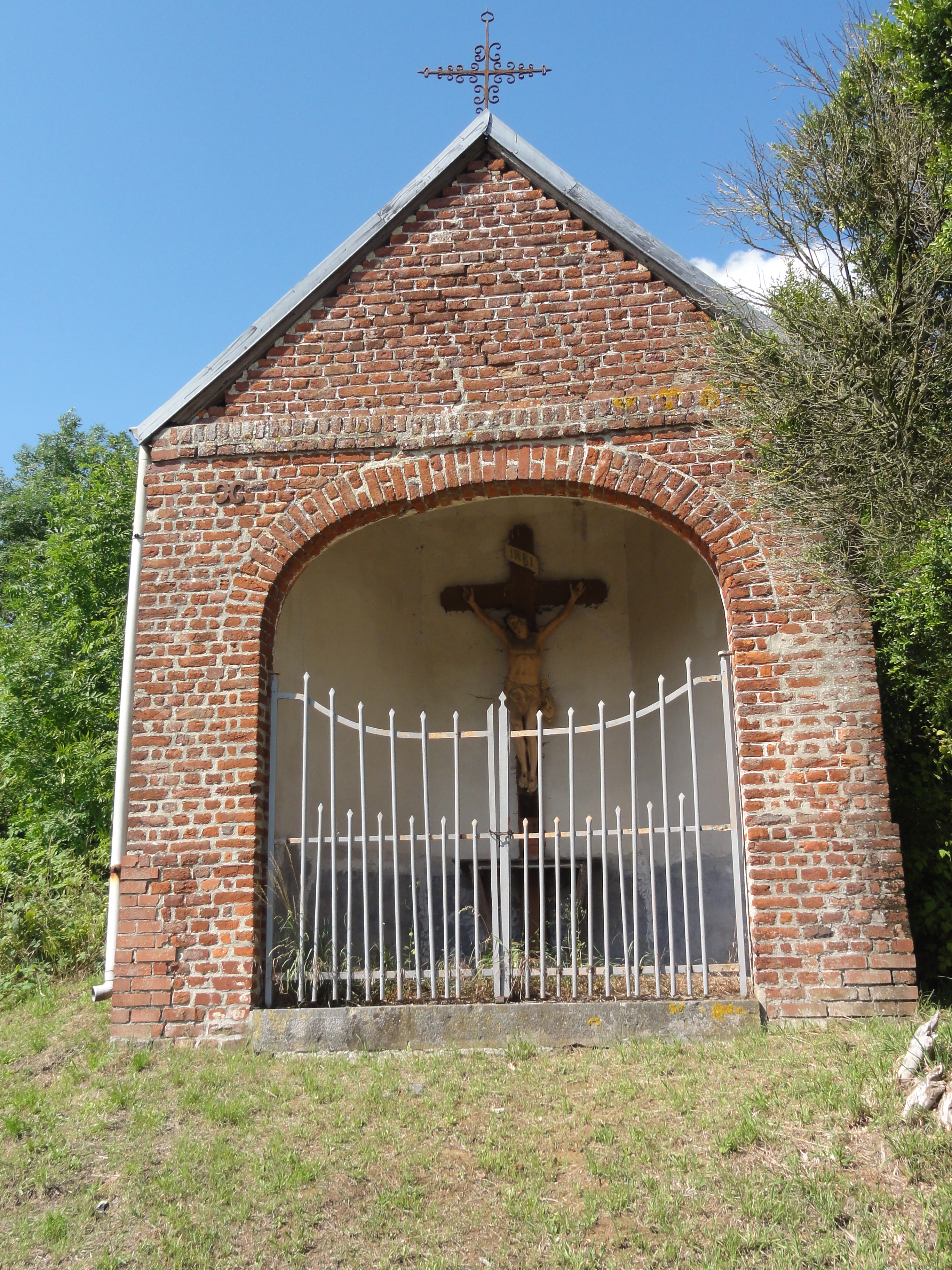
Eines der Oratorien in Vertain
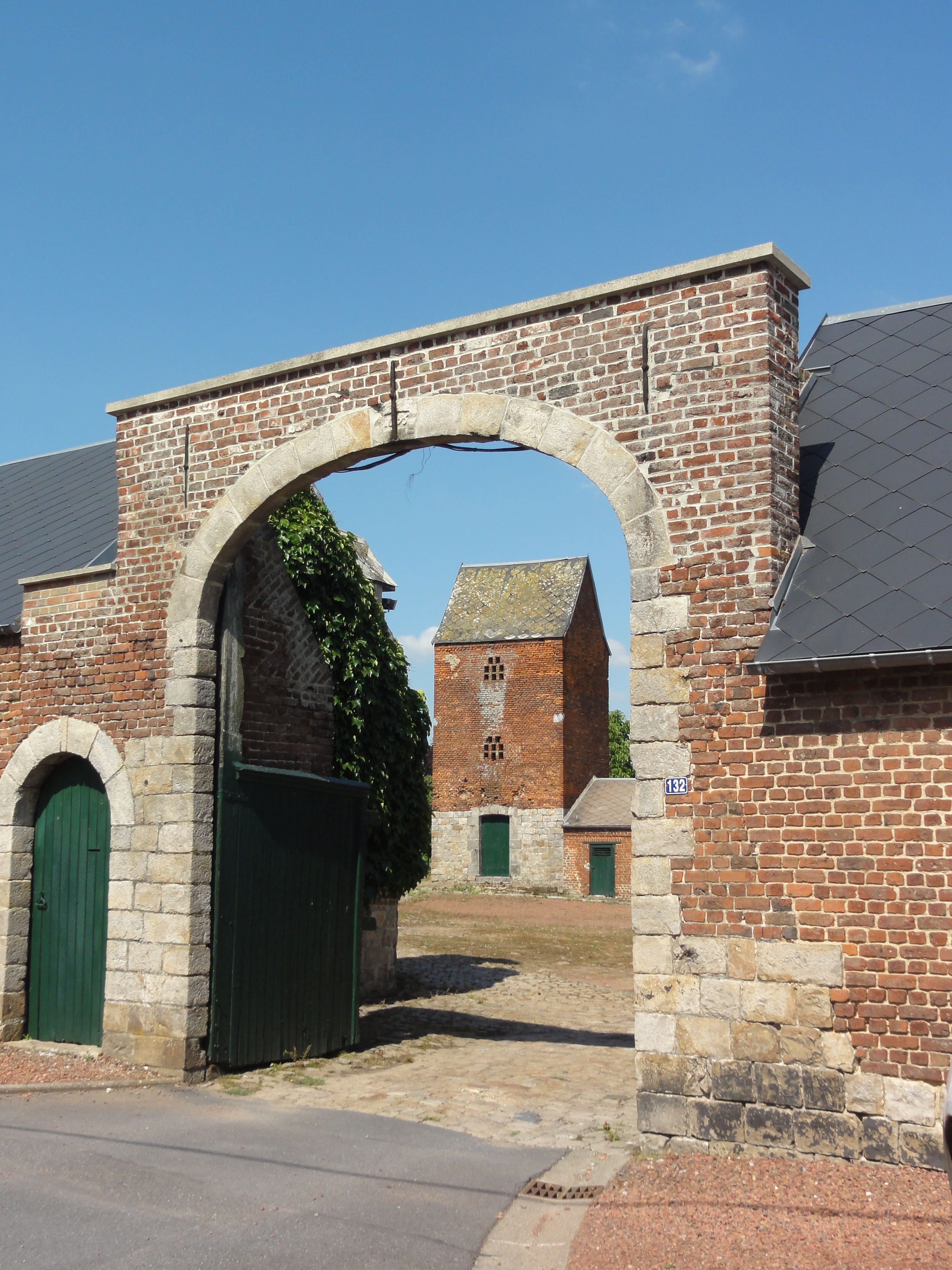
Taubenturm
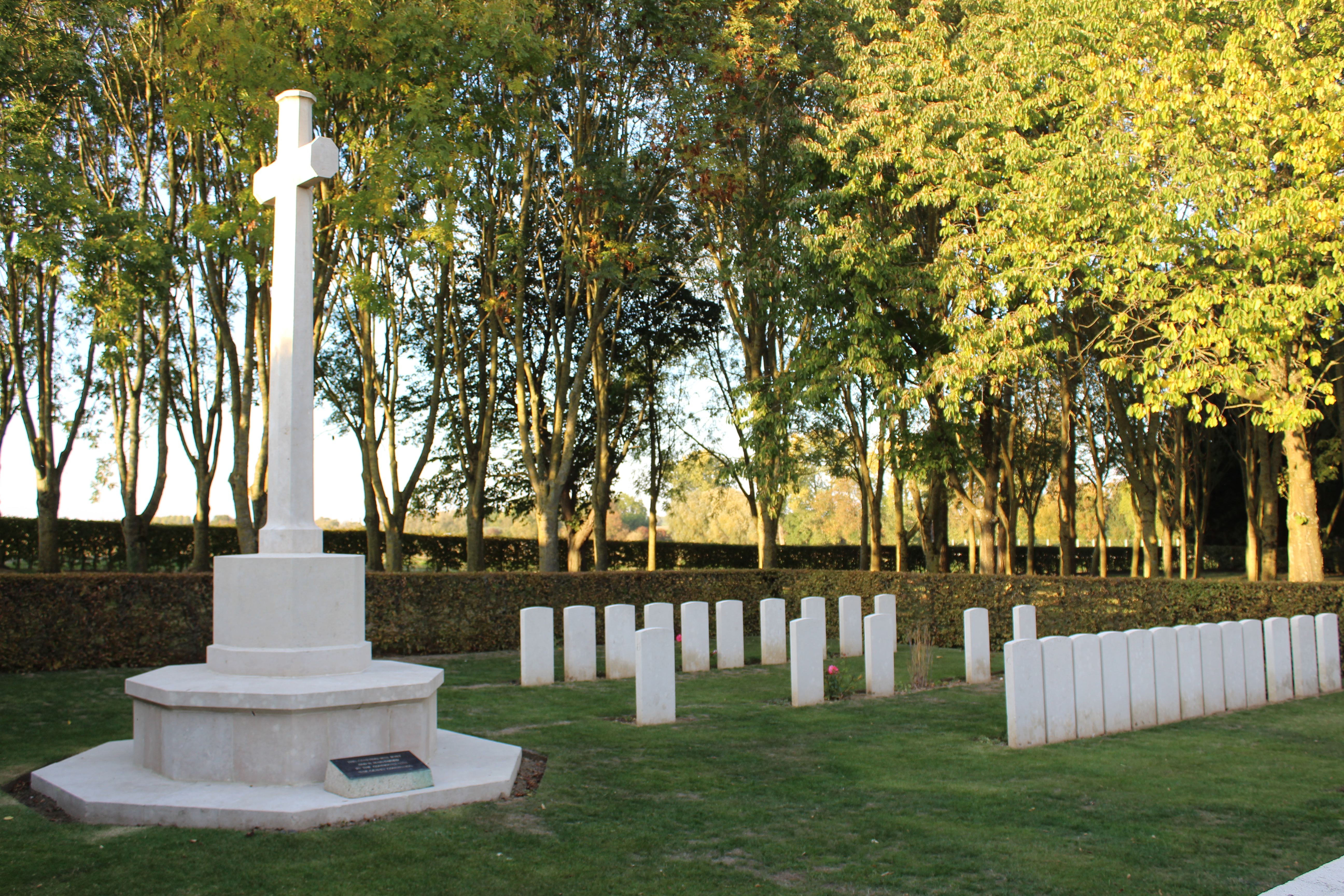
Soldatenfriedhof des Commonwealth